# Coon Valley
Coon Valley est un village du comté de Vernon, dans l'État du Wisconsin, aux États-Unis. En 2020, il comptait une population de 758 habitants.